# ベイビィ★LOVE
『ベイビィ★LOVE』（ベイビィ・ラブ）は、少女漫画作品。作者は椎名あゆみ。集英社の漫画雑誌『りぼん』1995年9月号から1999年5月号にかけて連載された。『こどものおもちゃ』、『ミントな僕ら』、『グッドモーニング・コール』と共に1990年代後半の『りぼん』の表紙を飾った。非売品ながらOVA化されている。

## あらすじ
有須川せあらは、小学6年生でありながら、身長160cm以上の長身で、しかも高校生に見られるくらい大人びた容姿をしている。こんな風になったのも、憧れの瀬戸柊平に少しでも追いつきたい、という執念からだった。そしてある日、ひょんな事から瀬戸家にまんまと転がり込む事に成功したのだが……。

## 登場人物

### 主要人物
有須川 せあら（ありすがわ せあら）
声 - 笠原弘子
本作の主人公。小学生6年生→中学1年生。身長160cm以上ある長身の少女。小学2年の時に柊平に恋して以来、彼の為に約40cmも背を伸ばして自分を磨いてきた。貧乳。料理が得意。「目には目を歯には歯を」な思考家で、恋愛至上主義者。敵とみなした者に対しては牽制を辞さない黒い一面を持つ二重人格者でもある。前の学校でいじめを受けていたことがあり、対人恐怖症の気がある。父親のアメリカ転勤に乗じて、父の部下の瀬戸家へ居候する。作中で中学に進学する。
瀬戸 柊平（せと しゅうへい）
声 - 岡田達也
中学3年生→高校1年生。身長185cm。少々老け顔な少年。小春の兄。せあらとは4年前に出会っている。バスケットボール部所属。グラマラスな女性が好み。作中で高校に進学する。
瀬戸 小春（せと こはる）
声 - 竹内順子
小学6年生→中学1年生。柊平の妹。せあらと亘の同級生。以前は彼女を嫌っていたが、後に和解して親友同士になる。亘が好き。作中で中学に進学する。
司藤 雷（しとう らい）
声 - 真殿光昭
中学3年生→高校1年生。柊平の親友。夏休みのラジオ体操に行った際に見かけたせあらに一目惚れする。バスケットボール部所属。作中で高校に進学するが、柊平とは別の高校で寮生活を送る。
二階堂 亘（にかいどう わたる）
声 - 小栗旬
小学6年生→中学1年生。せあらと小春の同級生。クラスの男子達のガキ大将的存在。北小に転入初日のせあらを『巨人』呼ばわりしてからかい、逆に『チビ助』とせあらに鬼の形相で言い返され、怖気づいて以来からかうことを止める。作中で中学に進学する。せあらのお節介の結果小春と付き合う。

### その他の人物
秋山 昴（あきやま すばる）
小学6年生→中学1年生。せあらの以前の学校の南小の同級生。せあらが好きで、後に彼女と同じ中学校に進学した。
篠宮 亜梨沙（しのみや ありさ）
小学6年生（中学生編では登場しない）。せあらの以前の学校の南小の同級生。昴が好きで、せあらに対して陰湿な言動を起こした。その行動により、せあらが他の同級生から仲間はずれにされて対人恐怖症となった。南小の同級生の話で陰湿な行動を知って激怒したせあらから叩かれ、そのうえ校長室での呼び出しでは彼女に「（亜梨沙が）謝らないなら絶対許さない」と啖呵を切られる。母親はモンスターペアレントで、亜梨沙に原因があるにもかかわらず、せあらが一方的に叩いたと主張し、亜梨沙を擁護する。
仁科 綾乃（にしな あやの）
声 - 今村恵子
中学3年生。柊平の同級生。美人でスタイルが良く性格も良い。柊平が好きで、1度告白するも振られた。せあらの恋敵であり、後にせあらに対しては大きなトラウマを負わせる。
堰上 コウ（せがみ コウ）
声 - 沖田蒼樹
中学3年生。柊平の同級生。綾乃と付き合っているが、柊平を思い続けていることを告げられ、振られる。
鳴海 由希（なるみ ゆき）
柊平と同じ高校に通う生徒。中学時代にバスケの試合で柊平と対戦したことがある。賑やかな性格で、柊平ともすぐに仲良くなっていた。父親はAVの制作者。当初は不仲だったせあらに対しては次第に純情一途になるが、それがせあらと柊平との間に誤解を生じる遠因となる。
川崎 李真（かわさき りま）
柊平と同じ高校に通う女子生徒。柊平と並んでも同じくらいの長身だが、コンプレックスを持ち、「巨人」呼ばわりを嫌う。柊平のことが気になる。
有須川 千尋（ありすがわ ちひろ）
せあらの従兄弟。20歳。大学一年生。せあらの両親がアメリカにいるため、空いているせあらの家を借りて一人暮らししている。それにもかかわらず生活能力は低く家中散らかすことが多い。柊平との間に誤解を生じて嫌われたのではと部屋で塞ぎ込むせあらを心配し、柊平を呼び出す。

## 書誌情報

### 漫画
- 単行本

椎名あゆみ『ベイビィ★LOVE』、集英社〈りぼんマスコットコミックス〉、全9巻
1. 1996年4月15日発売、ISBN 978-4-08-853851-8
2. 1996年9月13日発売、ISBN 978-4-08-853877-8
3. 1997年4月15日発売、ISBN 978-4-08-856011-3
4. 1997年9月12日発売、ISBN 978-4-08-856037-3
5. 1998年2月13日発売、ISBN 978-4-08-856063-2
6. 1998年5月15日発売、ISBN 978-4-08-856078-6
7. 1998年11月12日発売、ISBN 978-4-08-856109-7
8. 1999年4月15日発売、ISBN 978-4-08-856137-0
9. 1999年7月15日発売、ISBN 978-4-08-856153-0

- 文庫

椎名あゆみ『ベイビィ★LOVE』、集英社〈集英社文庫（コミック版）〉、全5巻
1. 2007年7月18日発売、ISBN 978-4-08-618639-1
2. 2007年7月18日発売、ISBN 978-4-08-618640-7
3. 2007年9月14日発売、ISBN 978-4-08-618641-4
4. 2007年9月14日発売、ISBN 978-4-08-618642-1
5. 2007年10月18日発売、ISBN 978-4-08-618643-8

### ノベライズ
- 田中雅美『ベイビィ★LOVE とびきりラブ・モーション』、集英社〈コバルト文庫〉、全3巻
  1. 1997年4月1日発売、ISBN 978-4-08-614310-3
  2. 1997年7月1日発売、ISBN 978-4-08-614349-3
  3. 1997年12月1日発売、ISBN 978-4-08-614418-6

## OVA
『りぼん』のイベントにてアニメ化され上映、その後1997年12月号の応募者全員サービス企画にてOVA化。非売品。

### スタッフ
- 原作：椎名あゆみ
- 監督：工藤進
- 脚本：金春智子
- キャラクターデザイン・作画監督：一川孝久
- 色彩設定：諸岡孝子
- 美術監督：金村勝義、井置敦
- 撮影監督：森下成一
- 音響監督：堤泰之
- 音楽監督：伊東尚司
- 編集 - 岡安プロモーション、小島俊彦、中葉由美子、村井秀明、川崎晃洋、三宅圭貴
- プロデューサー：松下洋子
- 制作：旭通信社
- アニメーション制作協力：スタジオコメット
- 製作・著作：集英社

## 番外編
瀬戸家の兄弟事情
1997年りぼん夏休み増刊号に掲載。単行本5巻巻末に再掲。柊平10歳、小春7歳の頃の兄弟事情についてをストーリー化した。
マイ・スウィート・デビル
1998年りぼん夏休み増刊号に掲載。単行本8巻巻末に再掲。昴を主人公とした作品でせあらと昴の微妙な関係を掲載。